# Daphne Mabel Maugham
Daphne Mabel Maugham o Daphne Maugham-Casorati (1897–1982) fue una pintora británica que emigró a Turín, Italia.

## Familia
Daphne nació o en Londres, Inglaterra o quizás en la embajada británica en París, y fue registrada en Londres.[cita requerida] Su padre Charles Maugham, nacido en una familia de abogados, era un abogado que se había mudado a París. Su familia era notable. Su madre, Mabel Hardy, conocida como 'Beldy', hizo escenas de género tejido que estuvieron exhibidas en el Museo Victoria y Albert en Londres y en el Jeu de Paume en París. Mable era la hija de Heywood Hardy, un pintor inglés conocido por sus escenas de caza. El abuelo materno de Heywood era el Señor William Beechey, un artista notable del retrato, y padre de no menos de tres pintores. La hermana de Daphne Clarisse, también era pintora. Su hermana Cynthia era bailarina y viajaba con Alexander Sakharoff. Finalmente, Charles Maugham era el hermano del escritor británico famoso exiliado, W. Somerset Maugham y de Frederic Maugham, quién sirvió como Señor Canciller del Reino Unido de 1938 a 1939.

## Vida en Inglaterra y Francia
Daphne inicialmente estudió pintura en París, atendiendo la Academie Rason, dirigida por los artistas Paul Sérusier y Maurice Denis. Desde 1918 a 1921 estudió en la Accademie Notre-Dame des Champs con el pintor cubista Andre Lhote. Allí  conoció a Mela Munter y a Berthe Morisot. En 1914,  mostró su trabajo en la Galerie Druet de París, y en 1921 fue aceptada en el Salon d'Automne. Después esto, se graduó en la Slade School of Art en Londres 1922.
La hermana de Daphne había empezado danza en Italia, y viajado a Turin en 1925 dónde  actuó en el Teatro Gualino, auspiciado por el industrialista Ricardo Gualino. Esto la llevó al encuentro con Felice Casorati, con quien  comenzaría a tomar clases. Se casaron en 1931 y tuvieron un hijo, Francesco. Entre las otras mujeres en la órbita de Casorati, se encontraban Paola Levi Montalicini, Giorgina Lattes y Nella Marchesini. En 1926,  exhibió en ela Esposizione delle vedute de Turin organizada por la Società di Belle Arti Antonio Fontanesi. En 1928,  mostró en el Promotrice de Turin.
En la siguiente década, participó de numerosas exposiciones, incluyendo el Carnegie Institute of Pittsburgh, en la Quadriennali di Roma, y en la bienal de Venecia, empezando en 1928. Con su marido, patrocinaron diversos salones intelectuales en Turin, en los que participaron Lionello Venturi, Giacomo Debenedetti, Carlo Levi, Mario Soldati, Giacomo Noventa, entre otros.